# Pallasso malèfic

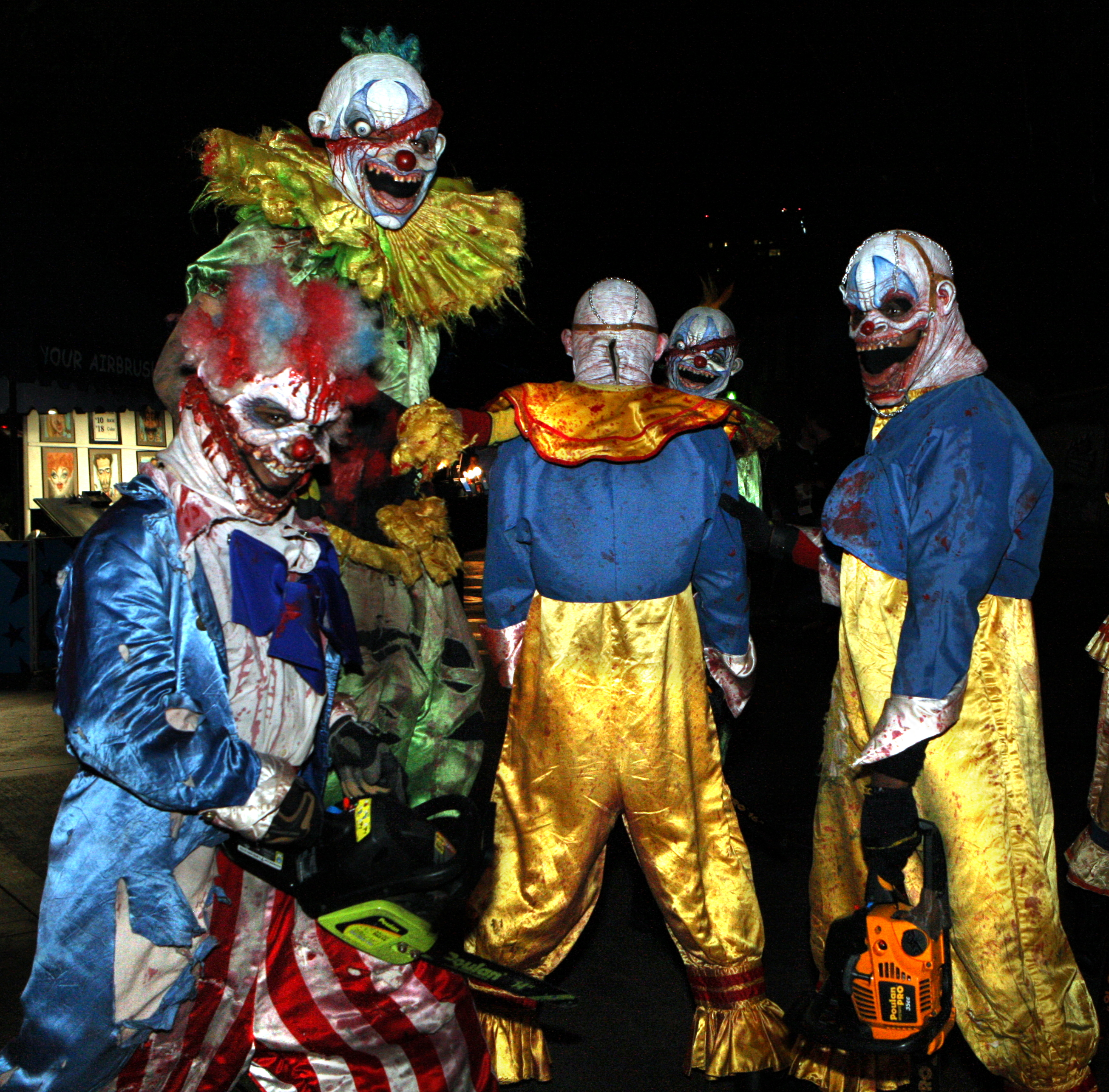
Gent disfressada de pallassos malèfics

El pallasso malèfic és un personatge de la cultura contemporània que exagera els trets dels pallassos típics per subvertir-los i convertir-los en quelcom que fa por (coulrofòbia). Així, un assassí, un lladre o un monstre pot agafar la disfressa d'un pallasso, com succeeix a pel·lícules de terror. Apareix igualment en novel·les, com It de Stephen King i als còmics, com la figura del Joker, antagonista de Batman.

## Orígens
Les primeres aparicions dels personatge daten de finals de segle XIX però no va ser fins a la generalització de la cultura audiovisual que va esdevenir una figura arquetípica. El fet d'associar característiques negatives a un personatge que pretén estar lligat a l'humor i la bondat prové de dues característiques de la seva aparença física: el gran somriure, que s'assembla al del diable si ensenya les dents, i el maquillatge exagerat, que oculta la vertadera identitat i permet desconfiar de la persona.
L'arquetip modern del pallasso malvat té orígens poc clars; el personatge típic va aparèixer amb poca freqüència durant el segle XIX, en obres com "Hop-Frog" d'Edgar Allan Poe, que Jack Morgan, de la Universitat de Missouri-Rolla, creu que s'inspira en un incident anterior "en un ball de màscares", al segle XIV, durant el qual "el rei i el seu grup frívol, disfressats —amb materials altament inflamables— com a criatures simies, van ser incendiats per una torxa i incinerats, i el rei va escapar per poc en el cas real". Els pallassos malvats també van ocupar un petit nínxol en el drama, apareixent a l'obra de 1874 La femme de Tabarin de Catulle Mendès i a Pagliacci de Ruggero Leoncavallo (acusat de ser un plagi de l'obra de Mendès), ambdues obres amb pallassos assassins com a personatges centrals. L'assassí en sèrie i violador estatunidenc John Wayne Gacy va ser conegut com el Pallasso Assassí quan va ser arrestat el 1978, després que es descobrís que havia actuat com a Pogo el Pallasso en festes infantils i altres esdeveniments; tanmateix, Gacy no va cometre els seus crims mentre portava la seva disfressa de pallasso. Durant la dècada del 1980, el National Lampoon va publicar una sèrie de còmics simulats a les pàgines de la revista, titulats "Evil Clown", que presentaven un personatge malèvol anomenat Frenchy the Clown.
De vegades es trobaven temes de pallasso malvat a la música popular. Zal Cleminson, guitarrista de la banda de rock anglesa The Sensational Alex Harvey Band, portava maquillatge de pallasso en blanc i negre i roba de colors mentre era a l'escenari durant l'apogeu de la banda als anys 70, mentre que el seu comportament de "feliç-trist-feliç" ajudava a donar a les seves actuacions un toc d'amenaça.
L'arquetip del pallasso malvat juga fortament amb la sensació de disgust que causava pels elements inherents de la coulrofòbia; tanmateix, Joseph Durwin ha suggerit que el concepte de pallassos malvats té una posició independent en la cultura popular, argumentant que "el concepte de pallassos malvats i l'hostilitat generalitzada que indueix és un fenomen cultural que transcendeix només la fòbia". Un estudi de la Universitat de Sheffield va concloure que "els pallassos no agraden universalment als nens. Alguns els trobaven força espantosos i desconeguts". Això pot ser degut a la naturalesa del maquillatge dels pallassos que amaga les seves cares, convertint-los en amenaces potencials disfressades; com va afirmar Northridge, professor de psicologia a la Universitat Estatal de Califòrnia, els nens petits són "molt reactius a un tipus de cos familiar amb una cara desconeguda". Aquesta aversió natural pels pallassos els fa efectius en un context literari o fictici, ja que l'amenaça antagònica percebuda en els pallassos és desitjable en un personatge dolent.